# Туречка
Туречка — река в России, протекает в Республике Марий Эл. Левый приток реки Ноля (бассейн Уржумки).

## Описание
Длина реки 13,5 км (по другим данным 10 км). Протекает по почти безлесной местности на возвышенности Вятский Увал. Исток в Параньгинском районе примерно в 3 км к северо-западу от деревни Русский Шолнер. Течёт на юго-восток. В верховьях входит на территорию Мари-Турекского района, протекает через упомянутую деревню и через Мари-Шолнер. В среднем течении на реке расположены пгт Мари-Турек и примыкающие к нему Энгербал, Верхний- и Нижний Турек. В низовьях река течёт вдоль посёлка Заводской и впадает в Нолю по левому берегу в 18 км от её устья.
Сток зарегулирован, имеется крупный пруд ниже посёлка Мари-Турек.

## Данные водного реестра
По данным государственного водного реестра России относится к Камскому бассейновому округу, водохозяйственный участок реки — Вятка от водомерного поста посёлка городского типа Аркуль до города Вятские Поляны, речной подбассейн реки — Вятка. Речной бассейн реки — Кама.
Код объекта в государственном водном реестре — 10010300512111100038286.